# بارتاز (شهرک)
بارتاز (به لاتین: Bartaz) یک منطقهٔ مسکونی در جمهوری آذربایجان است که در شهرستان زنگلان واقع شده‌است.